# Biantidae
Biantidae es una familia de Opiliones infraorden Grassatores con unas 130 especies descriptas.

## Descripción
Biantidae miden entre 1.5 a 5.5 mm de largo, sus patas miden de 3 a 25 mm y poseen enlarged, pedipalpos engrosados armados. Muchas especies son  color caoba, muchas otras son amarillas con pintas oscuras.

## Distribución
Biantidae han radiado en gran medida desde el subcontinente indio y Madagascar (que antiguamente estuvo conectada con India), con numerosas especie en África. Sin embargo una subfamilia, la Stenostygninae, habita en las Indias Occidentales, con una especie descripta del norte de América del Sur.

## Relaciones
Biantidae pertenece a la superfamilia Samooidea, la cual se diseminó desde América del Sur.

## Nombre
El nombre del género tipo hace referencia a Biantes, hijo de Partenopeo, uno de los Epígonos que marcharon contra Tebas en la mitología griega.

## Géneros
Los géneros de la familia Biantidae son:

### Biantinae
- Anaceros Lawrence, 1959 — Madagascar (4 especies)
- Biantella Roewer, 1927 — Camerún (1 especies)
- Biantes Simon, 1885 — Nepal, India, Burma, Sumatra, Seychelles (30 especies)
- Biantessus Roewer, 1949 — Sudáfrica (2 especies)
- Biantomma Roewer, 1942 — Bioko (1 especie)
- Clinobiantes Roewer, 1927 — Camerún (1 especie)
- Cryptobiantes Kauri, 1962 (1 especie)
- Eubiantes Roewer, 1915 — África occidental (1 especie)
- Fageibiantes Roewer, 1949 — Madagascar (2 especies)
- Hinzuanius Karsch, 1880 — Madagascar, Socotra, Comoros, Etiopía (14 especies)
- Ivobiantes Lawrence, 1965 (1 especie)
- Metabiantes Roewer, 1915 — África (41 especies)
- Monobiantes Lawrence, 1962 (1 especie)
- Probiantes Roewer, 1927 — India (1 especie)

### Lacurbsinae
- Eulacurbs Roewer, 1949 — Ghana (1 especie)
- Heterolacurbs Roewer, 1912 — Togo (1 especie)
- Lacurbs Sørensen, 1896 — Camerún, Costa de Marfil (2 especies)
- Metalacurbs Roewer, 1914 — oeste de África (4 especies)
- Prolacurbs Roewer, 1949 — Ghana (1 especie)

### Stenostyginae
- Bidoma Silhavy, 1973 — Haití (1 especie)
- Caribbiantes Silhavy, 1973 — Cuba (1 especie)
- Decuella Avram, 1977 — Cuba (1 especie)
- Galibrotus Silhavy, 1973 — Cuba (3 especies)
- Manahunca Silhavy, 1973 — Cuba (3 especies)
- Martibianta Silhavy, 1973 — islas Vírgenes (1 especie)
- Negreaella Avram, 1977 — Cuba (5 especies)
- Stenostygnus Simon, 1879 — norte de América del Sur (1 especie)
- Vestitecola Silhavy, 1973 — Haití (1 especie)

### Zairebiantinae
- Zairebiantes H. Kauri, 1985 — Zaire (1 especie)